# Pterolophia subtubericollis
Pterolophia subtubericollis är en skalbaggsart som beskrevs av Stefan von Breuning och Heyrovsky 1964. Pterolophia subtubericollis ingår i släktet Pterolophia och familjen långhorningar. Inga underarter finns listade i Catalogue of Life.